# Ministr náboženských služeb Izraele
Ministr náboženských služeb Izraele (hebrejsky שר לשירותי דת‎, sar le-šerutej dat) je člen izraelské vlády, který stojí v čele ministerstva náboženských služeb. Od května 2020 je úřadujícím ministrem Ja'akov Avital ze strany Šas.

## Historie
Tato funkce se objevila již v prozatímní vládě a původně byla známá jako ministr náboženství a válečných obětí. Po vzniku druhé, již oficiální, izraelské vlády 8. října 1951 došlo k přejmenování funkce na ministra náboženství. Následně došlo k přejmenování funkce dne 5. srpna 1981 na ministra náboženských věcí. Na počátku 21. století funkce nakrátko zanikla, a to mezi 1. lednem 2004 a 14. lednem 2008, kdy byla opětovně založena, a to již pod novým současným názvem.
Tento ministerský úřad připadá většinou náboženským stranám, přesto jej však zastávala i řada sekulárních osob. První takovou byl Chajim Josef Cadok v roce 1974. Nejdéle sloužícím ministrem byl Zerach Warhaftig, jenž v čele ministerstva stál dvanáct let, a to od roku 1961 do roku 1974. Během první vlády Benjamina Netanjahua koncem 90. let došlo k celkem 6 změnám v čele ministerstva, během nichž se na tomto postu vystřídali 4 různí lidé (třikrát Netanjahu a dvakrát Eli Suisa).
| ministr               | strana                                         | vláda                        | funkční období          |
| --------------------- | ---------------------------------------------- | ---------------------------- | ----------------------- |
| Jehuda Lejb Majmon    | Mizrachi Sjednocená náboženská fronta          | prozatímní, 1., 2.           | 14.05.1948–08.10.1951   |
| Chajim-Moše Šapira    | ha-Po'el ha-Mizrachi Národní náboženská strana | 3., 4., 5., 6., 7., 8.       | 08.10.1951–01.07.1958   |
| Ja'akov Moše Toledano | nebyl člen Knesetu                             | 8., 9.                       | 03.12.1958–15.10.1960   |
| Zerach Warhaftig      | Národní náboženská strana                      | 10., 11., 12., 13., 14., 15. | 02.11.1961–10.03.1974   |
| Jicchak Rafa'el       | Národní náboženská strana                      | 16.                          | 10.03.1974–03.06.1974   |
| Chajim Josef Cadok    | Ma'arach                                       | 17.                          | 03.06.1974–29.10.1974   |
| Jicchak Rafa'el       | Národní náboženská strana                      | 17.                          | 30.10.1974–22.12.1976   |
| Chajim Josef Cadok    | Ma'arach                                       | 17.                          | 16.01.1977–20.06.1977   |
| Aharon Abuchacira     | Národní náboženská strana                      | 18.                          | 20.06.1977–05.08.1981   |
| Josef Burg            | Národní náboženská strana                      | 19., 20.                     | 05.08.1981–13.09.1984   |
| Šimon Peres           | Ma'arach                                       | 21.                          | 13.09.1984–23.12.1984   |
| Josef Burg            | Národní náboženská strana                      | 21.                          | 13.09.1984–05.10.1986   |
| Zevulun Hammer        | Národní náboženská strana                      | 21., 22., 23.                | 07.10.1986–11.06.1990   |
| Avner Šaki            | Národní náboženská strana                      | 24.                          | 11.06.1990–13.07.1992   |
| Jicchak Rabin         | Strana práce                                   | 25.                          | 13.07.1992–27.02.1995   |
| Šim'on Šitrit         | Strana práce                                   | 25., 26.                     | 27.02.1995–18.06.1996   |
| Benjamin Netanjahu    | Likud                                          | 27.                          | 18.06.1996–07.08.1996   |
| Eli Suisa             | Šas                                            | 27.                          | 07.08.1996–12.08.1997   |
| Benjamin Netanjahu    | Likud                                          | 27.                          | 12.08.1997–22.08.1997   |
| Zevulun Hammer        | Národní náboženská strana                      | 27.                          | 22.08.1997–20.01.1998 ¹ |
| Benjamin Netanjahu    | Likud                                          | 27.                          | 20.01.1998–25.02.1998   |
| Jicchak Levy          | Národní náboženská strana                      | 27.                          | 25.02.1998–13.09.1998   |
| Eli Suisa             | Šas                                            | 27.                          | 13.09.1998–06.07.1999   |
| Jicchak Kohen         | Šas                                            | 28.                          | 06.07.1999–11.07.2000   |
| Josi Bejlin           | Jeden Izrael                                   | 28.                          | 11.10.2000–07.03.2001   |
| Ašer Ochana           | nebyl člen Knesetu                             | 29.                          | 07.03.2001–28.02.2003   |
| Ariel Šaron           | Likud                                          | 30.                          | 28.02.2003–31.12.2003   |
| Jicchak Kohen         | Šas                                            | 31.                          | 14.01.2008–31.03.2009   |
| Ja'akov Margi         | Šas                                            | 32.                          | 31.03.2009–18.03.2013   |
| Naftali Bennett       | Židovský domov                                 | 33.                          | 18.03.2013–14.05.2015   |
| David Azulaj          | Šas                                            | 34.                          | 14.05.2015–30.10.2018   |
| Arje Deri             | Šas                                            | 34.                          | 30.10.2018–01.01.2019   |
| Jicchak Vaknin        | Šas                                            | 34.                          | 01.01.2019–17.05.2020   |
| Ja'akov Avital        | Šas                                            | 35.                          | od 17.05.2020           |

| náměstek         | strana                                         | vláda      | funkční období                                                    |
| ---------------- | ---------------------------------------------- | ---------- | ----------------------------------------------------------------- |
| Zerach Warhaftig | ha-Po'el ha-Mizrachi Národní náboženská strana | 4., 7., 8. | 05.01.1953–26.01.1954 09.01.1956–01.07.1958                       |
| Binjamin Šachor  | Národní náboženská strana                      | 13., 14.   | 01.02.1966–17.11.1969                                             |
| Chajim Drukman   | Národní náboženská strana                      | 19.        | 11.08.1981–02.03.1982                                             |
| Moše Gafni       | Degel ha-Tora                                  | 24.        | 23.07.1990–13.07.1992                                             |
| Refa'el Pinchasi | Šas                                            | 25.        | 31.12.1992–14.09.1993                                             |
| Arje Gamli'el    | Šas                                            | 27.        | 13.08.1996–22.08.1997 24.08.1997–20.01.1998 25.02.1998–06.07.1999 |
| Jig'al Bibi      | Národní náboženská strana                      | 27. 28.    | 13.08.1996–20.01.1998 25.02.1998–06.07.1999 05.08.1999–12.07.2000 |
| Eli Ben-Dahan    | Židovský domov                                 | 33.        | 18.03.2013–14.05.2015                                             |